# Norra London-derbyt
Norra London-derbyt, förkortat NLD, är benämningen på fotbollsmatcherna mellan de lokala rivalerna Arsenal och Tottenham Hotspur i den engelska huvudstaden London. Supportrar från båda lagen är överens om att den andra klubben är deras främsta rival och derbyt anses av många vara ett av de mest prestigefyllda i England.
Även om de två lagen möttes första gången redan 1887 började rivaliteten inte förrän 1913 när Arsenal flyttade till sin nya arena, Highbury, i norra London. Fram till den 26 september 2021, då 190 matcher spelats mellan de två lagen sedan deras första möte i English Football League (EFL) år 1909, har Arsenal 79 segrar mot Tottenhams 60, medan 51 matcher har slutat oavgjorda. Om man inkluderar matcher som spelats innan bildandet av EFL har 203 matcher spelats, av vilka Arsenal vunnit 84, Tottenham har vunnit 66, och 53 matcher har slutat oavgjort.
Två av de mest minnesvärda matcherna i NLD är de möten då Arsenal säkrade ligasegrarna 1971 och 2004 på White Hart Lane. Även den match Arsenal vann med 5–0 på bortaplan 1978 och matchen Tottenham vann med samma resultat på hemmaplan 1983 är ihågkomna matcher. Tottenham vann dessutom över Arsenal med 3–1 i semifinalen i FA-cupen 1990/1991, och slog därmed ut Arsenal ur en turnering Tottenham sedermera vann.
Den mest målrika matchen i ett NLD är Arsenal-segern med 5–4 på White Hart Lane i november 2004. Bäste målskytt i NLD genom tiderna är Tottenhams Harry Kane med 11 mål, vilket placerar honom före den tidigare Tottenhamspelaren Bobby Smith samt Emmanuel Adebayor (som har spelat för båda klubbarna).
Arsenal spelar numera sina hemmamatcher på Emirates Stadium i Islington, medan Tottenham Hotspur spelar sina på Tottenham Hotspur Stadium i Haringey. De två arenorna har ett avstånd på enbart 6,4 kilometer. Fram till 2006 spelade Arsenal sina hemmamatcher på Highbury Stadium och så sent som år 2017 använde Tottenham White Hart Lane som hemmaplan.

## Historia

### Rivalitetens början
Det finns flera olika anledningar till att Arsenal och Tottenham har en genuin bitterhet mot varandra. Större delar av rivaliteten ligger i de bägge klubbarnas historia. Tottenham grundades i norra London och har under hela sin existens varit baserad i just den delen av huvudstaden. Arsenal grundades och tillbringade de första åren som klubb i Woolwich i södra London. Men när klubben gick tungt och var nära konkurs i början av 1910-talet köpte Londons fastighetsmäklare och Fulhams ordförande Sir Henry Norris ut Arsenal för att rädda klubben. Norris och andra män klev in som ägare för klubben och flyttade laget 1913 över Themsen och hela vägen upp till norra London där klubbens nya arena Highbury byggdes. Detta var ett beslut som Tottenham däremot blev väldigt missnöjda med då man såg norra London som sitt territorium. Rivaliteten tog sin början 1914 då Arsenal spelade i Division two och slutade 6:a i tabellen. Tottenham och Chelsea var i Division one och slutade sist och näst sist vilket resulterade i att de båda klubbarna blev nedflyttade till Division two, där Arsenal spelade. Samma år utbröt första världskriget och fotbollen i England pausades. När kriget avslutades fyra år senare och fotboll återupptogs bestämde sig Division one att utöka från 20 till 22 lag. Det ledde till att två lag skulle röstas fram till en plats i högsta divisionen. Chelsea var det första laget att röstas fram och Tottenham antog att de också skulle bli framröstade. Men Arsenals ägare hade starka politiska band och rika förbindelser. Arsenal blev den andra klubben att bli framröstade. Arsenal fick den andra platsen i högsta divisionen medan Tottenham fick starta om i Division two. Sedan dess har rivaliteten mellan klubbarna hållit i sig.

### Första mötena

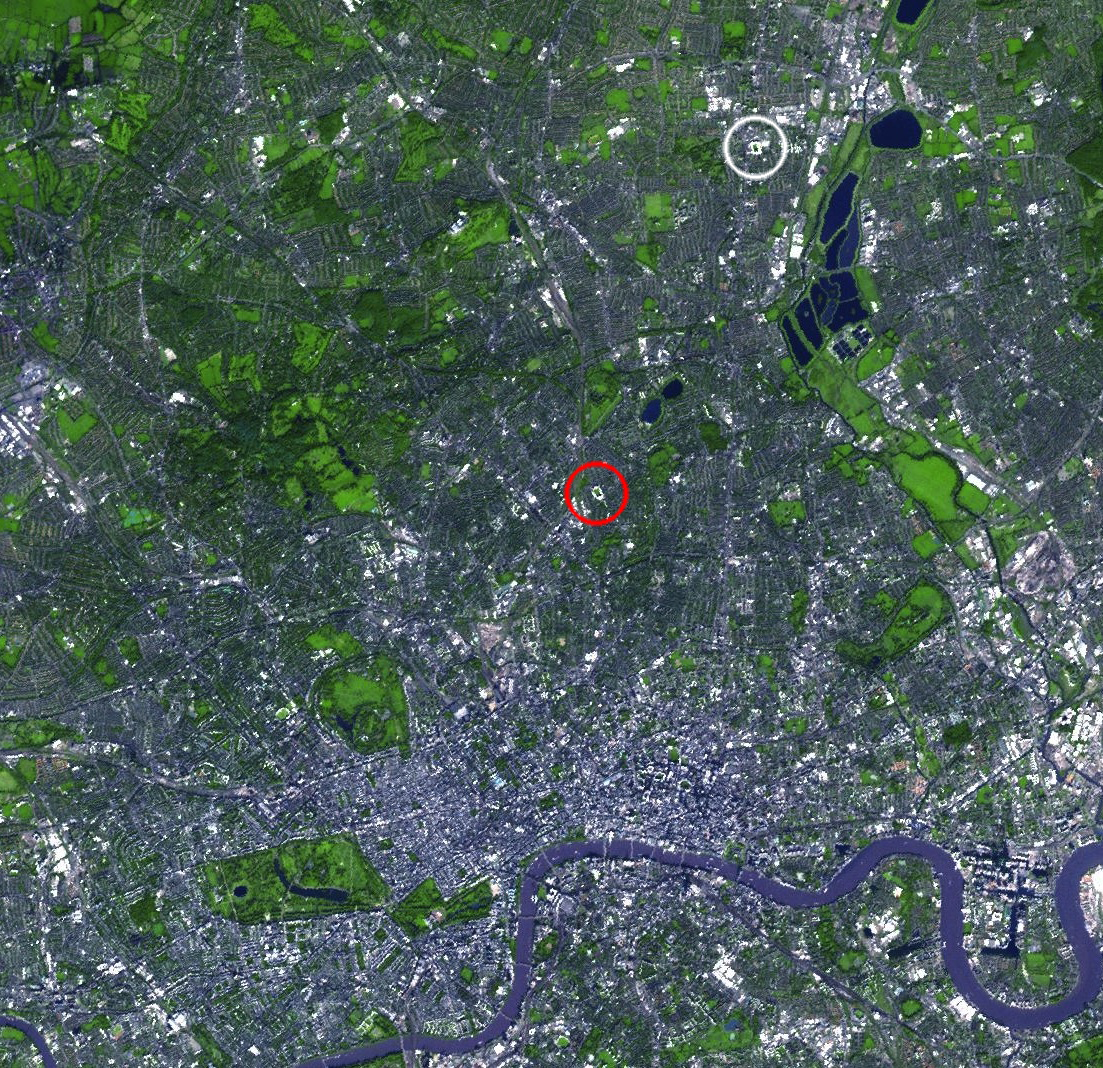
Satellitkarta över norra London som visar platser för Arsenals gamla arena Highbury Stadium (röd) och Tottenhams gamla arena White Hart Lane mark (vit)

Arsenals (vänster) och Spurs (höger) traditionella första kit.

Det första mötet mellan lagen var en vänskapsmatch den 19 november 1887, då Arsenal spelade sina hemmamatcher i Plumstead och fortfarande var kända som Royal Arsenal. Matchen, som spelades på Tottenhams dåvarande arena i Tottenham Marches, avslutades 15 minuter för tidigt på grund av mörker när Spurs ledde med 2–1. Den första fullbordade matchen mellan lagen hölls i februari 1988 i Plumstead. Tottenham kunde endast ställa upp med 9 spelare, och besegrades därför med 6–2. En välkänd match spelades 1898 på Spurs hemmaplan i Northumberland Park. Matchen, mot dåvarande Woolwich Arsenal, slog publikrekord med 15 000 åskådare. Under matchen kollapsade ståndet där det såldes förfriskningar, eftersom åskådare klättrade upp på dess tak i jakt på platser. Detta resulterade i ett antal skadade personer och ledde till att Spurs tvingades leta efter en ny hemmaplan. Året därpå flyttade klubben till det som skulle komma att bli känt som White Hart Lane. Den första ligamatchen lagen emellan spelades den 4 december 1909 i First Division; Arsenal vann med 1–0.

### 1950–
Sedan 1950 har det bara varit en säsong (1977–1978) där Spurs och Arsenal inte har befunnit sig i samma division, vilket innebär att matcher de två emellan inte varit någon ovanlighet. Detta har bibehållit rivaliteten och det har spelats många minnesvärda matcher. Flera av dessa har varit matcher där resultatet har inneburit en titel eller att ett av lagen kvalificerats till en cupfinal. Spelare som flyttat mellan dessa lag har fått ett nedsvärtat rykte bland de tidigare supportrarna, exempelvis försvararen Sol Campbell som fick smeknamnet "Judas" av Spurs-supportrar sedan han 2001 genomfört en kontroversiell flytt till Arsenal.

## Supporter
En online-undersökning från 2003 visade att Arsenal-supportrar mest av allt ogillar Tottenham, och att Tottenhams supportrar ser Arsenal som den främsta rivalen.

## Resultat

### Premier League

#### Arsenal mot Tottenham Hotspur

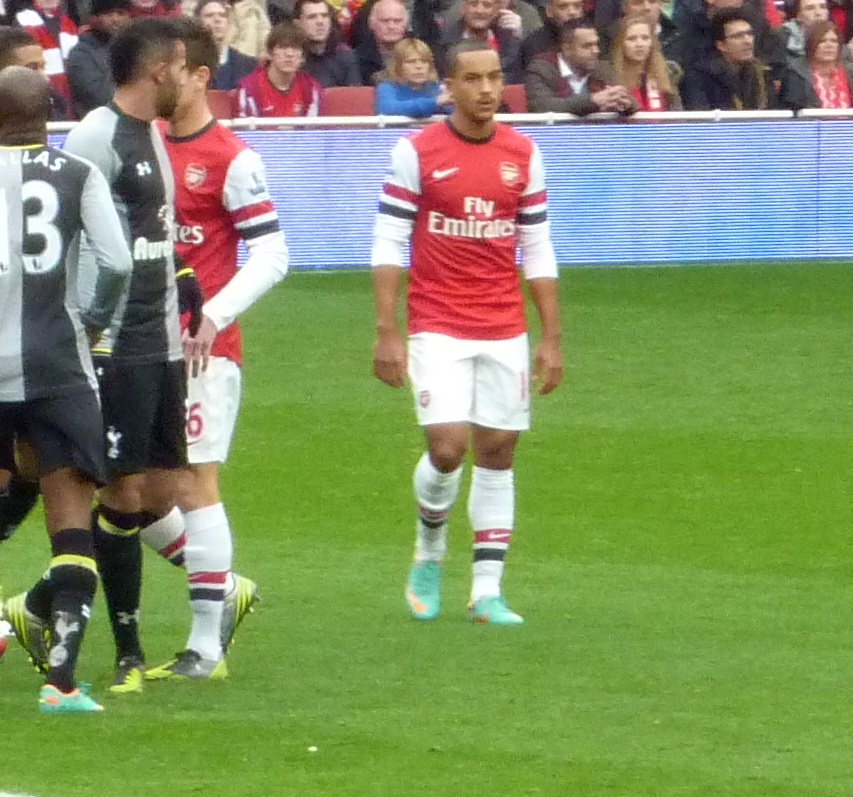
Arsenals Theo Walcott och William Gallas från Tottenham i NLD, i november 2012, som Gunners vann med 5–2.

| Arena            | Datum             | Resultat | Målgörare Arsenal                                                       | Målgörare Spurs                                  | Åskådare |
| ---------------- | ----------------- | -------- | ----------------------------------------------------------------------- | ------------------------------------------------ | -------- |
| Highbury         | 11 maj 1993       | 1–3      | Dickov 52'                                                              | Sheringham 39', Hendry 46', 78'                  | 26 393   |
| Highbury         | 6 december 1993   | 1–1      | Wright 65'                                                              | Anderton 25'                                     | 35 669   |
| Highbury         | 29 april 1995     | 1–1      | Wright 61' (straff)                                                     | Klinsmann 74'                                    | 38 337   |
| Highbury         | 15 april 1996     | 0–0      |                                                                         |                                                  | 38 273   |
| Highbury         | 24 november 1996  | 3–1      | Wright 28' (straff), Adams 87', Bergkamp 89'                            | Sinton 57'                                       | 38 264   |
| Highbury         | 30 augusti 1997   | 0–0      |                                                                         |                                                  | 38 102   |
| Highbury         | 14 november 1998  | 0–0      |                                                                         |                                                  | 38 278   |
| Highbury         | 19 mars 2000      | 2–1      | Armstrong 20' (s.m.), Henry 45' (straff)                                | Armstrong 3'                                     | 38,131   |
| Highbury         | 31 mars 2001      | 2–0      | Pires 70', Henry 87'                                                    |                                                  | 38 121   |
| Highbury         | 6 april 2002      | 2–1      | Ljungberg 25', Lauren 86' (straff)                                      | Sheringham 81' (straff)                          | 38 186   |
| Highbury         | 16 november 2002  | 3–0      | Henry 13', Ljungberg 55', Wiltord 71'                                   |                                                  | 38 152   |
| Highbury         | 8 november 2003   | 2–1      | Pires 69', Ljungberg 79'                                                | Anderton 5'                                      | 38 101   |
| Highbury         | 25 april 2005     | 1–0      | Reyes 22'                                                               |                                                  | 38 147   |
| Highbury         | 22 april 2006     | 1–1      | Henry 84'                                                               | Keane 66'                                        | 38 326   |
| Emirates Stadium | 2 december 2006   | 3–0      | Adebayor 20', Gilberto 42' (straff), 72' (straff)                       |                                                  | 60 115   |
| Emirates Stadium | 22 december 2007  | 2–1      | Adebayor 47', Bendtner 75'                                              | Berbatov 65'                                     | 60 087   |
| Emirates Stadium | 29 oktober 2008   | 4–4      | Silvestre 37', Gallas 46, Adebayor 64', van Persie 68'                  | Bentley 13', Bent 65', Jenas 89', Lennon 90+4'   | 60 043   |
| Emirates Stadium | 31 oktober 2009   | 3–0      | van Persie 42', 60', Fàbregas 43'                                       |                                                  | 60 103   |
| Emirates Stadium | 20 november 2010  | 2–3      | Nasri 9', Chamakh 27'                                                   | Bale 50', van der Vaart 67' (straff), Kaboul 86' | 60 102   |
| Emirates Stadium | 26 februari 2012  | 5–2      | Sagna 40', van Persie 43', Rosický 51', Walcott 65', 68'                | Saha 4', Adebayor 34' (straff)                   | 60 106   |
| Emirates Stadium | 17 november 2012  | 5–2      | Mertesacker 24', Podolski 42', Giroud 45+1', Cazorla 60', Walcott 90+1' | Adebayor 10', Bale 71'                           | 60 111   |
| Emirates Stadium | 1 september 2013  | 1–0      | Giroud 23'                                                              |                                                  | 60 071   |
| Emirates Stadium | 27 september 2014 | 1–1      | Oxlade-Chamberlain 74'                                                  | Chadli 56'                                       | 59 900   |
| Emirates Stadium | 8 november 2015   | 1–1      | Gibbs 77'                                                               | Kane 32'                                         | 60,060   |
| Emirates Stadium | 6 november 2016   | 1–1      | Wimmer 42' (s.m.)                                                       | Kane 51' (straff)                                | 60 039   |
| Emirates Stadium | 18 november 2017  | 2–0      | Mustafi 36', Sánchez 41'                                                |                                                  | 59 530   |
| Emirates Stadium | 2 december 2018   | 4–2      | Aubameyang 10' (straff), 56', Lacazette 74', Torreira 77'               | Dier 30', Kane 34' (straff)                      | 59 973   |
| Emirates Stadium | 1 september 2019  | 2–2      | Lacazette 45+1', Aubameyang 71'                                         | Eriksen 10', Kane 40' (straff)                   | 60 333   |
| Emirates Stadium | 14 March 2021     | 2–1      | Ødegaard 44', Lacazette 64' (straff)                                    | Lamela 33'                                       | 0        |
| Emirates Stadium | 26 september 2021 | 3–1      | Smith Rowe 12', Aubameyang 27', Saka 34'                                | Son 79'                                          | 59 919   |
| Emirates Stadium | 1 oktober 2022    | 3–1      | Partey 20', Jesus 49', Xhaka 67'                                        | Kane 31' (straff)                                | 60 278   |
| Emirates Stadium | 24 september 2023 | 2–2      | Romero 26' (självmål), Saka 54' (straff)                                | Son 42', 55*                                     | 60 156   |
| Emirates Stadium | 15 januari 2025   | 2–1      | Solanke 40' (självmål), Trossard 44'                                    | Son 25'                                          | 60 287   |

#### Tottenham Hotspur mot Arsenal

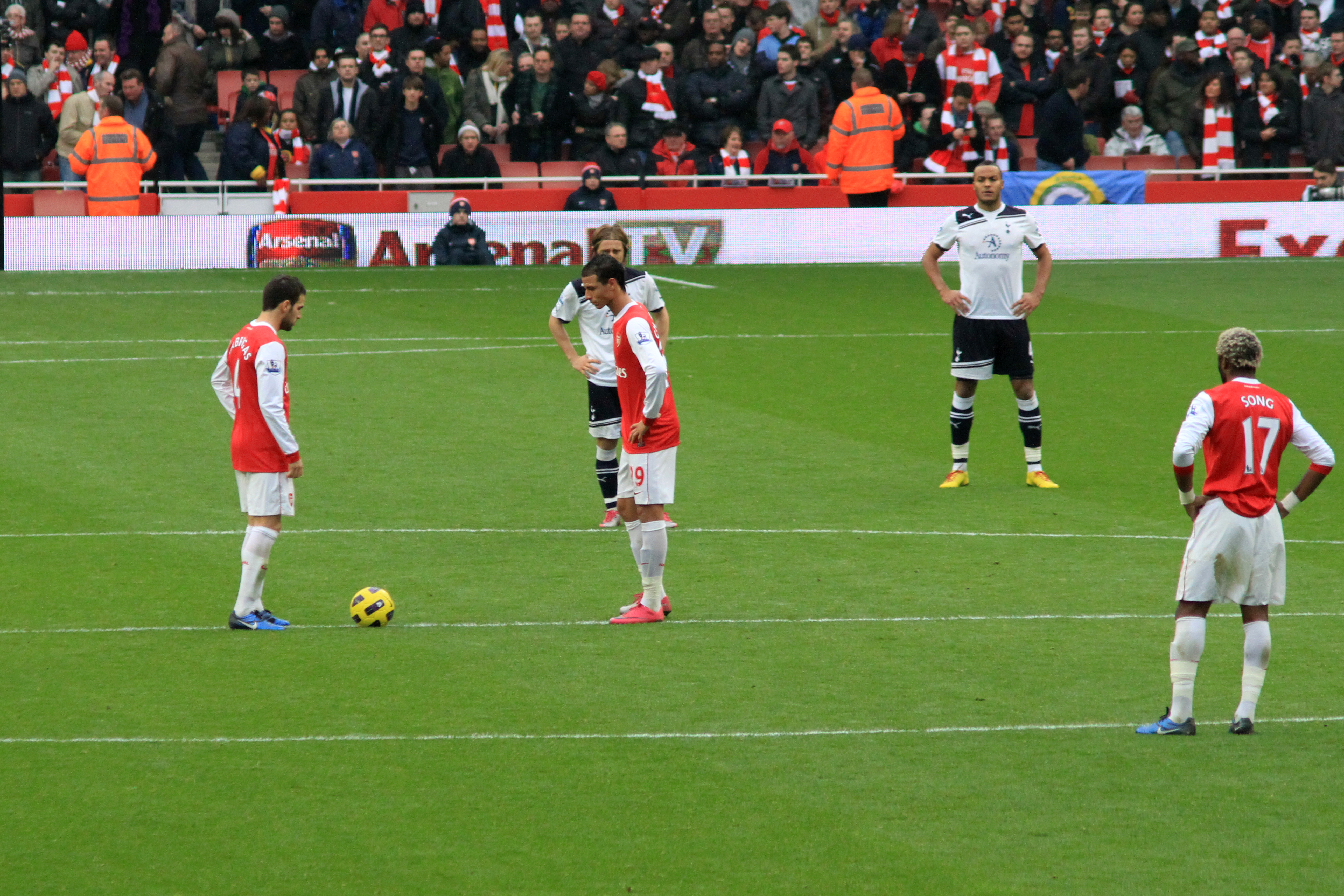
Avspark inför andra halvleken i NLD, den 20 november 2010. Arsenal ledde matchen med 2–0 vid denna tidpunkt, men förlorade med 3–2.

| Arena                     | Datum             | Resultat | Målgörare Spurs                                 | Målgörare Arsenal                                                     | Åskådare |  |
| ------------------------- | ----------------- | -------- | ----------------------------------------------- | --------------------------------------------------------------------- | -------- |  |
| White Hart Lane           | 12 december 1992  | 1–0      | Allen 20'                                       |                                                                       | 33 707   |  |
| White Hart Lane           | 16 augusti 1993   | 0–1      |                                                 | Wright 87'                                                            | 28 355   |  |
| White Hart Lane           | 2 januari 1995    | 1–0      | Popescu 22'                                     |                                                                       | 28 747   |  |
| White Hart Lane           | 18 november 1995  | 2–1      | Sheringham 29', Armstrong 54'                   | Bergkamp 14'                                                          | 32 894   |  |
| White Hart Lane           | 15 februari 1997  | 0–0      |                                                 |                                                                       | 33 039   |  |
| White Hart Lane           | 28 december 1997  | 1–1      | Nielsen 28'                                     | Parlour 62'                                                           | 29 610   |  |
| White Hart Lane           | 5 maj 1999        | 1–3      | Anderton 43'                                    | Petit 17', Anelka 33', Kanu 85'                                       | 36 019   |  |
| White Hart Lane           | 7 november 1999   | 2–1      | Iversen 7', Sherwood 20'                        | Vieira 39'                                                            | 36 085   |  |
| White Hart Lane           | 18 december 2000  | 1–1      | Rebrov 31'                                      | Vieira 89'                                                            | 36 062   |  |
| White Hart Lane           | 17 november 2001  | 1–1      | Poyet 90'                                       | Pires 81'                                                             | 36 049   |  |
| White Hart Lane           | 15 december 2002  | 1–1      | Ziege 11'                                       | Pires 45' (straff)                                                    | 36 076   |  |
| White Hart Lane           | 25 april 2004     | 2–2      | Redknapp 62', Keane 90+4' (straff)              | Vieira 3', Pires 35'                                                  | 36 097   |  |
| White Hart Lane           | 13 november 2004  | 4–5      | Naybet 36', Defoe 61', King 73', Kanouté 88'    | Henry 45+1', Lauren 55' (straff), Vieira 60', Ljungberg 69, Pires 81' | 36 095   |  |
| White Hart Lane           | 29 oktober 2005   | 1–1      | King 17'                                        | Pires 77'                                                             | 36 154   |  |
| White Hart Lane           | 21 april 2007     | 2–2      | Keane 30', Jenas 90+5'                          | Touré 64', Adebayor 78'                                               | 36 050   |  |
| White Hart Lane           | 15 september 2007 | 1–3      | Bale 15'                                        | Adebayor 65', 90+4', Fàbregas 80'                                     | 36 053   |  |
| White Hart Lane           | 8 februari 2009   | 0–0      |                                                 |                                                                       | 36 021   |  |
| White Hart Lane           | 14 april 2010     | 2–1      | Rose 10', Bale 47'                              | Bendtner 85'                                                          | 36 041   |  |
| White Hart Lane           | 20 april 2011     | 3–3      | van der Vaart 7', 70' (straff), Huddlestone 44' | Walcott 5', Nasri 12', van Persie 40'                                 | 36 138   |  |
| White Hart Lane           | 2 oktober 2011    | 2–1      | van der Vaart 40', Walker 73'                   | Ramsey 51'                                                            | 36 274   |  |
| White Hart Lane           | 3 mars 2013       | 2–1      | Bale 37', Lennon 39'                            | Mertesacker 51'                                                       | 36 170   |  |
| White Hart Lane           | 16 mars 2014      | 0–1      |                                                 | Rosický 2'                                                            | 35 711   |  |
| White Hart Lane           | 7 februari 2015   | 2–1      | Kane 55', 86'                                   | Özil 11'                                                              | 35 659   |  |
| White Hart Lane           | 5 mars 2016       | 2–2      | Alderweireld 60', Kane 62'                      | Ramsey 39', Sánchez 76'                                               | 35 762   |  |
| White Hart Lane           | 30 april 2017     | 2–0      | Alli 55', Kane 58' (straff)                     |                                                                       | 31 811   |  |
| Wembley Stadium           | 10 februari 2018  | 1–0      | Kane 49'                                        |                                                                       | 83 222   |  |
| Wembley Stadium           | 2 mars 2019       | 1–1      | Kane 74' (straff)                               | Ramsey 16'                                                            | 81 332   |  |
| Tottenham Hotspur Stadium | 12 juli 2020      | 2–1      | Son 19', Alderweireld 81'                       | Lacazette 16'                                                         | 0        |  |
| Tottenham Hotspur Stadium | 6 december 2020   | 2–0      | Son 13', Kane 45+1'                             |                                                                       | 2 000    |  |
| Tottenham Hotspur Stadium | 12 maj 2022       | 3–0      | Kane 22' (straff), 37', Son 47'                 |                                                                       | 62 027   |  |
| Tottenham Hotspur Stadium | 15 januari 2023   | 0–2      |                                                 | Lloris 14' (självmål), Ødegaard 36'                                   | 61 870   |  |
| Tottenham Hotspur Stadium | 28 april 2024     | 2–3      | Romero 64', Son 87 (straff)'                    | Højbjerg 15 (självmål) 15', Saka 27', Havertz 38'                     | 61 554   |  |
| Tottenham Hotspur Stadium | 15 september 2024 | 0–1      |                                                 | Gabriel 64'                                                           | 61 645   |  |

#### Bästa målskyttar i NLD (Premier League-eran)
Spelare med FET text representerar fortfarande Arsenal eller Tottenham. Källa:
| Rang | Målgörare                 | Klubb              | Mål |
| ---- | ------------------------- | ------------------ | --- |
| 1    | Harry Kane                | Tottenham Hotspur  | 14  |
| 2    | Emmanuel Adebayor         | Arsenal, Tottenham | 10  |
| 3    | Robert Pires              | Arsenal            | 8   |
| 4    | Son Heung-min             | Tottenham          | 8   |
| 5    | Thierry Henry             | Arsenal            | 5   |
| 5    | Robin van Persie          | Arsenal            | 5   |
| 5    | Gareth Bale               | Tottenham Hotspur  | 5   |
| 7    | Ian Wright                | Arsenal            | 4   |
| 7    | Patrick Vieira            | Arsenal            | 4   |
| 7    | Fredrik Ljungberg         | Arsenal            | 4   |
| 7    | Rafael van der Vaart      | Tottenham Hotspur  | 4   |
| 7    | Theo Walcott              | Arsenal            | 4   |
| 7    | Alexandre Lacazette       | Arsenal            | 4   |
| 7    | Pierre-Emerick Aubameyang | Arsenal            | 4   |

## Högsta publiksiffror
- Tottenham 1–0 Arsenal; 83 222 (10 februari 2018); Wembley Stadium (Tottenham hemma)[13]
- Tottenham 1–1 Arsenal; 81 332 (2 mars 2019); Wembley Stadium (Tottenham hemma)[14]
- Tottenham 3–1 Arsenal; 77 893 (14 april 1991); Wembley Stadium (neutral)[15]
- Arsenal 1–1 Tottenham; 72 164 (29 september 1951), Highbury (Arsenal hemma)[16]
- Tottenham 1–4 Arsenal; 69 821 (10 oktober 1953); White Hart Lane (Tottenham hemma)[17]
- Tottenham 3–0 Arsenal; 62 027 (12 maj 2022); Tottenham Hotspur Stadium (Tottenham hemma)[18]
- Arsenal 2–2 Tottenham; 60 333 (1 september 2019), Emirates Stadium (Arsenal hemma)[19]
- Arsenal 3–0 Tottenham; 60 115 (2 december 2006), Emirates Stadium (Arsenal hemma)[20]